# Monique Henderson
Monique Marie Henderson (San Diego, 18 febbraio 1983) è una velocista statunitense, specializzata nei 400 metri piani.
Nel corso della sua carriera al momento l'unico successo ottenuto è però di grande prestigio in quanto è campionessa olimpica in carica nella staffetta 4×400 m insieme a Sanya Richards, Monique Hennagan e DeeDee Trotter (le ultime due non disputarono la semifinale, sostituite da Crystal Cox e Moushaumi Robinson).

## Palmarès
| Anno | Manifestazione  | Sede    | Evento  | Risultato | Prestazione | Note |
| ---- | --------------- | ------- | ------- | --------- | ----------- | ---- |
| 2004 | Giochi olimpici | Atene   | 4×400 m | Oro       | 3'19"01     |      |
| 2008 | Giochi olimpici | Pechino | 4×400 m | Oro       | 3'18"54     |      |